# 호크 넬슨
호크 넬슨(Hawk Nelson)은 캐나다의 팝 펑크 및 크리스찬 팝 펑크 밴드이다. 2009년 그래미상에 후보로 오르기도 했다.

## 음반 목록

### 정규 음반
- 2000: Riding Around the Park
- 2003: Saturday Rock Action
- 2004: Letters to the President
- 2006: Smile, It's the End of the World
- 2008: Hawk Nelson Is My Friend
- 2009: Live Life Loud
- 2011: Crazy Love
- 2013: Made
- 2015: Diamonds